# Melpomene chiricana
Melpomene chiricana là một loài nhện trong họ Agelenidae.
Loài này thuộc chi Melpomene. Melpomene chiricana được Ralph Vary Chamberlin & Wilton Ivie miêu tả năm 1942.